# A Kulmann-összeesküvés
A Kulmann-összeesküvés (Mystery of the Urinal Deuce) a South Park című animációs sorozat 148. része (a 10. évad 9. epizódja). Elsőként 2006. október 11-én sugározták az Egyesült Államokban. Magyarországon 2007. november 23-án mutatta be a Cool TV.

## Cselekmény
|  | Alább a cselekmény részletei következnek! |

A South Park-i általános iskolában valaki a piszoárban végzi el a nagydolgát. A felháborodott Mr. Mackey úgy dönt, kerül, amibe kerül, de megtalálja a tettest, viszont olyan szavakat használ az ürülékre, hogy senki nem veszi komolyan. Cartman ezt összeesküvésnek nevezi, mint mondja, épp úgy, mint 9/11, a többieket viszont ez nem igazán érdekli. Közben Mr. Mackey a rendőrséghez fordul a tettes megtalálása érdekében, akik nem tudnak segíteni, ezért elhívják a Hardly-fiúkat, két ifjú titánt, akik rejtélyeket oldanak meg. Ketten nyomokat hajkurásznak, amin elindulhatnak, láthatóan csekély eredménnyel. Közben Cartman is nyomozásba kezd, amiről tart az osztály előtt egy kiselőadást. Ennek végén úgy állítja be Kyle-t, mint aki közvetlenül felelős 9/11-ért. Annak ellenére, hogy nyilvánvalóan szamárság, amiket állít, az osztálytársai kételkedni kezdenek Kyle-ban, aki hiába próbálja meg felvilágosítani őket. Amikor erről tudomást szerez az anyja, egy gyűlést hív össze, ahol aggodalmasan közli mindenkivel, hogy a gyerekek nem ismerik túlságosan a szeptember 11-i terrortámadásokat.
Kyle Stan segítségével egy olyan szervezetre talál, amely bizonyíthatná az ártatlanságát. Ők azonban érdekes módon elsősorban azt próbálják bizonyítani, hogy szeptember 11. mögött az amerikai kormány áll. Bizonyítékként egy üveg lépfenét is bemutatnak a fiúknak. Miközben Kyle a kezében tartja az üveget, egy SWAT-osztag üt rajtuk, és elhurcolják őket. Egyenesen a Fehér Házba viszik őket, ahol maga George Bush és a kormány többi tagja várnak rájuk. Bush önelégülten meséli el nekik, hogy csakugyan ők tervelték ki az egész terrortámadást, majd megöli a konspirációellenes szervezet vezetőjét, és a fiúkkal is ezt készül tenni, nehogy elmondják bárkinek az igazat. Dick Cheney azonban elvéti a lövést, a fiúk így el tudnak menekülni. Közben az iskolában Mr. Mackey gyanúsítottja Clyde lesz, aki csak nevet mindenen, míg ki nem derül, hogy nem lehetett a tettes, mert  ötéves  korában a hasfalán vezették ki a végbelét.
Közben Kyle-nak gyanús lesz, hogy miért tudtak olyan könnyen megszökni az olyan szigorúan őrzött Fehér Házból. Váratlanul szembetalálkoznak a konspirációs szervezet vezetőjével is, akit halottnak hittek. A fickó menekülni kezd, ám végül egy ismeretlen alak lelövi. Az öregúr ezután a házába invitálja a fiúkat, ahol kiderül róla, hogy ő egy nyomozó, és az ő fiai a Hardly-fiúk. A fiai a piszoárba székelés ügyén nyomozva jutottak el egy nyomon a 9/11 összeesküvésig. Mielőtt bármi többet tudnának mondani, megjelenik a lakásban George Bush és a kormány. Az elnök még egyszer elmondja, hogy ők a felelősek mindenért, és nagyon átlátszó módon "véletlenül" ottfelejti a földön az ezt "bizonyító" dokumentumokat. Kyle ekkor rájön arra, hogy Bush hazudik, és hogy Stan miatt tudták, hogy éppen hol is vannak ők most. Stan beismeri, hogy ő székelt a piszoárba, de a gyanút elterelte magáról, és a kormányt kezdte el vádolni ezzel is, amit a kormány örömmel vállalt magára, mert az összeesküvések híre miatt erősebbnek tűnnek. Mindez pedig azért lehetett ennyire sikeres, mert köztudott, hogy az amerikaiak egynegyede hülye, és ők eleve a kormányt tennék felelőssé, miközben az elkövető egy rakás dühös muszlim volt.
Stannek végül le kell töltenie a büntetését, és vécét kell sikálnia, de ezt nagyon élvezi, mert közben nagyokat nevet Mr. Mackey mókás korholásain.
|  | Itt a vége a cselekmény részletezésének! |

## Érdekességek
- A 911truth.org egy valóban létező weboldal.
- Dick Cheney vadászruhája és mellélövése utalás az alelnökkel néhány hónappal korábban történt vadászincidensre, amikor véletlenül meglőtte Harry Withington texasi államügyészt.
- A Hardly-fiúk Edward Stratemeyer karaktereinek, a Hardy-fiúknak a paródiái, akik különféle rejtélyeket oldanak meg.

## Külső hivatkozások
- A Kulmann-összeesküvés a South Park Studios hivatalos honlapon